# Sturm von Sturmeck

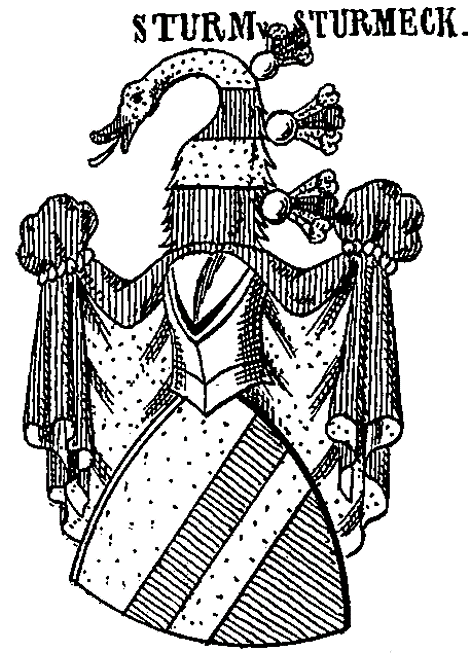
Wappen der Sturm von Sturmeck in Siebmachers Wappenbuch

Sturm von Sturmeck (auch französisch Sturm de Sturmeck) ist eines der unter dem Namen Sturm geführten Adelsgeschlechter, das bis in das 17. Jahrhundert in der Umgebung von Straßburg im Elsass nachweisbar war. Der bekannteste Vertreter dieser evangelischen Familie war der Straßburger Ratsherr, Bürgermeister und Gründer des später zur Universität ernannten Gymnasiums, Jakob Sturm von Sturmeck  (1489–1553).

## Geschichte
Seit der Mitte des 13. Jahrhunderts ist in Straßburg ein Adelsgeschlecht mit dem Namen Sturm nachweisbar, das wohl durch Verleihungen von Reichspfandschaften durch Rudolf I. (HRR) den Adelstitel bekam. Seit 1388 ist die Linie Sturm von Sturmeck nachweisbar, die den Zusatz "von Sturmeck" führten, um sich von anderen Zweigen der Familie abzugrenzen. Der Zusatz "von Sturmeck" wurde im 16. Jahrhundert von der Familie nicht mehr genutzt, erst Jakob Sturm von Sturmeck benutzte ab 1620 wieder den Zusatz, eventuell auf Grund eines neuerlichen kaiserlichen Adelsbriefes. Bis zum Aussterben der Familie 1640 wurde der Beiname durchgängig benutzt.

## Persönlichkeiten
Weitere bekannt gewordene Angehörige dieser Familie sind:
- Jakob Sturm von Sturmeck  (1489–1553), reformierter Ratsherr und Bürgermeister, Gründer des später zur Universität Straßburg ernannten Gymnasiums
- Peter Sturm von Sturmeck († 1563), Straßburger Stadtmeister, Bruder des Jakob
- Jacob Sturm von Sturmeck († 1633), Straßburger Ratsherr, Richter, Kanzler der Universität Straßburg
- Jacob Friedrich Sturm von Sturmeck († 1640), letzter Vertreter seiner Familie

## Wappen
Blasonierung: Über rotem, ledigem, breiten Schildfuß in Gold ein roter Balken. Auf dem Helm ein wie der Schild gezeichneter Schwanenrumpf, am Rücken 3 silberne Kugeln je mit 3 grün-rot-grünen Straußenfedern besteckt. Die Helmdecken sind rot-golden.